# Prière (Holmès)
Pour les articles homonymes, voir Prière (homonymie).
Prière est une mélodie d'Augusta Holmès composée en 1901.

## Composition
Augusta Holmès compose Prière en 1901, sur un poème écrit par elle-même. L'œuvre existe en deux versions : l'une en ré mineur, l'autre en mi mineur. Elle a été publiée aux éditions Grus.